# Lukî, Malîn
Lukî (în ucraineană Луки) este localitatea de reședință a comunei Lukî din raionul Malîn, regiunea Jîtomîr, Ucraina.

## Demografie
Componența lingvistică a localității Lukî
     Ucraineană (98,85%)
     Alte limbi (0,86%)
Conform recensământului din 2001, majoritatea populației localității Lukî era vorbitoare de ucraineană (98,85%), existând în minoritate și vorbitori de alte limbi.